# Drassodes heterophthalmus
Drassodes heterophthalmus är en spindelart som beskrevs av Simon 1905. Drassodes heterophthalmus ingår i släktet Drassodes och familjen plattbuksspindlar. Inga underarter finns listade i Catalogue of Life.